# أوكي اكبوفيتا
أوكي اكبوفيتا (بالإنجليزية: Oke Akpoveta)‏ (12 ديسمبر 1991 بواري في نيجيريا - ) هو لاعب كرة قدم نيجيري في مركز الهجوم لعب سابقاً في نادي الثقبة. لعب مع نادي بروندبي ونادي لينغبي وواري وولفز وIK Frej ‏ وRavan Baku FK ‏ وBrønshøj Boldklub ‏.

## روابط خارجية
- أوكي اكبوفيتا على موقع اتحاد السويد (السويدية)
- أوكي اكبوفيتا على موقع قاعدة بيانات كرة القدم.إي يو (الإنجليزية)
- أوكي اكبوفيتا على موقع Soccerway.com (الإنجليزية)